# Chapuisia rugulipennis
Chapuisia rugulipennis es un coleóptero de la familia Chrysomelidae. Fue descrita científicamente en 1921 por Weise.